# Arroyo Ceibal Chico
Der Arroyo Ceibal Chico ist ein Fluss im Westen Uruguays.
Der im Departamento Salto gelegene Fluss entspringt östlich der Stadt Constitución. Von dort fließt er in westlicher Richtung, bevor der nur wenige Kilometer lange Fluss nördlich dieser Stadt in den Río Uruguay mündet.